# Grażyna Suchocka
Grażyna Suchocka (ur. 26 lipca 1954 w Krynicy) – polska aktorka. W roku 1977 ukończyła studia na wydziale aktorskim PWSFTviT w Łodzi.

## Spektakle
- 1982 (debiut sceniczny) Chory z urojenia jako Antosia
- 1994 Siedem pięter jako Pielęgniarka
- 1995 Pokój do wynajęcia jako Sekretarka
- 2001 Wielki świat jako Pani Majowa

## Filmografia
- 1990(debiut na ekranie) Zabić na końcu
- 1992 Daens jako Julia
- 1993 C'est mon histoire jako Sekretarka
- 2001 Cisza jako Recepcjonistka
- 2002 Edi jako Sprzedawczyni
- 2002 Na dobre i na złe jako Olga
- 2003–2005 Sprawa na dziś jako Matylda
- 2004 Trzeci jako Wulkanizatorka
- 2008 Jeszcze nie wieczór jako Skolimowa
- 2008 To nie tak, jak myślisz, kotku jako Wiera
- 2011–2012 Komisarz Alex jako gość (odc. 1); kobieta z yorkiem w parku (odc. 16)